# Canton d'Ernée
Le canton d'Ernée est une circonscription électorale française située dans le département de la Mayenne et la région Pays de la Loire.

## Géographie
Ce canton est organisé autour d'Ernée dans l'arrondissement de Mayenne. Son altitude varie de 52 m (Andouillé) à 249 m (Larchamp) pour une altitude moyenne de 167 m.

## Histoire
Par décret du 21 février 2014, le nombre de cantons du département est divisé par deux, avec mise en application aux élections départementales de mars 2015. Le canton d'Ernée est conservé et s'agrandit. Il passe de 6 à 15 communes.

## Représentation

### Conseillers d'arrondissement (de 1833 à 1940)
| Période                                  | Période | Identité                                               | Étiquette   | Qualité |
| ---------------------------------------- | ------- | ------------------------------------------------------ | ----------- | --- |
| 1833                                     | 1836    | François Joseph Leray Prairie                          |             | Propriétaire à Ernée                                                                                        |
| 1836                                     | 1842    | Louis Gilles Casimir Richard (de) Villiers (1790-1867) |             | Propriétaire, maire de Saint-Denis-de-Gastines (1830-1840)                                                  |
| 1842                                     | 1848    | François Joseph Leray Prairie                          |             | Maire d'Ernée (1840-1849)                                                                                   |
| 1848                                     | 1855    | Charles Aubin de La Messuzière (1804-1875)             |             | Propriétaire à Ernée                                                                                        |
| 1855                                     | 1871    | Joseph-Augustin Boullier de Branche                    |             | Avocat à Mayenne, propriétaire à Ernée, député royaliste de 1871 à 1876                                     |
| 1871                                     | 1877    | M. Poirier-Coutançais                                  |             | Propriétaire à Saint-Denis-de-Gastines                                                                      |
| 1877                                     | 1883    | M. Goyet-Dubignon                                      |             | Propriétaire à Vautorte                                                                                     |
| 1883                                     | 1892    | François-Marie Robert-Dutertre                         |             | Propriétaire, adjoint au maire d'Ernée                                                                      |
| 1892                                     | 1907    | Victor Jousset                                         | Républicain | Maire de Saint-Denis-de-Gastines                                                                            |
| 1907                                     | 1911    | Constant Martin                                        | Radical     | Notaire, maire d'Ernée (1907-1959)                                                                          |
| 1911                                     | 1919    | Henri Jouis                                            |             | Négociant, adjoint au maire de Saint-Denis-de-Gastines                                                      |
| 1919                                     | 1934    | Victor Lhuissier                                       | Radical     | Cultivateur, adjoint au maire de Saint-Denis-de-Gastines, président du conseil d'arrondissement             |
| 1934                                     | 1940    | Ambroise Colin                                         | Radical     | Vétérinaire à Ernée                                                                                         |
| 1940                                     |         |                                                        |             | Les conseils d'arrondissement ont été suspendus par la loi du 12 octobre 1940 et n'ont jamais été réactivés |
| Les données manquantes sont à compléter. |         |                                                        |             | |

Source : Répertoire numérique des annuaires administratifs de la Mayenne. https://archives.lamayenne.fr/archives-en-ligne/ead.html?id=FRAD053_2NUM242&c=FRAD053_2NUM242_e0000017&qid=

### Conseillers généraux de 1833 à 2015
| Période | Période      | Identité                       | Étiquette               | Qualité |
| ------- | ------------ | ------------------------------ | ----------------------- | --- |
| 1833    | 1836         | Pierre-Romain Renault-Morlière |                         | Propriétaire à Ernée                                                                                         |
| 1836    | 1845         | François Barré-Bertery         |                         | Chirurgien, maire d'Ernée                                                                                    |
| 1845    | 1848         | Charles de Cœurdoux            |                         | Propriétaire, maire de Saint-Denis-de-Gastines                                                               |
| 1848    | 1849         | Jean-Louis Lambert             |                         | Notaire à Ernée                                                                                              |
| 1849    | 1856         | Alexandre Picot de Vahaie      |                         | Propriétaire à Ernée                                                                                         |
| 1856    | 1861         | Charles de Cœurdoux            |                         | Propriétaire, maire de Saint-Denis-de-Gastines                                                               |
| 1861    | 1863         | Charles-Édouard Goyet-Dubignon |                         | Avocat, propriétaire à Vautorte                                                                              |
| 1863    | 1870         | Édouard Renault-Morlière       |                         | Agriculteur à Ernée, propriétaire, adjoint au maire d'Ernée                                                  |
| 1870    | 1871         | Amédée Renault-Morlière        |                         | Avocat, maire d'Ernée, député (1876-1885 et 1893-1906)                                                       |
| 1871    | 1907         | Amédée Renault-Morlière        | Républicain             | Avocat, maire d'Ernée, député (1876-1885 et 1893-1906)                                                       |
| 1907    | 1911 (décès) | Victor Jousset                 | Républicain             | Maire de Saint-Denis-de-Gastines, conseiller d'arrondissement                                                |
| 1911    | 1940         | Constant Martin                | Rad.                    | Notaire, maire d'Ernée (1907-1959), conseiller d'arrondissement, nommé conseiller départemental en 1943      |
|         |              |                                |                         | |
| 1945    | 1961         | Constant Martin                | Rad.                    | Ancien notaire, maire d'Ernée (1907-1959)                                                                    |
| 1961    | 1992         | René Ballayer                  | SE puis CD puis UDF-CDS | Négociant en vins, président du conseil général (1973-1992), sénateur (1974-2001), maire d'Ernée (1959-1986) |
| 1992    | 2015         | Gilbert Dutertre               | UDF puis AC             | Principal de collège, maire d'Ernée (1989-1995), vice-président du conseil général                           |

### Conseillers départementaux à partir de 2015
| Période élective | Période élective | Mandat | Mandat   | Identité            | Nuance | Nuance | Qualité |
| ---------------- | ---------------- | ------ | -------- | ------------------- | ------ | ------ | --- |
| 2015             | 2021             | 2015   | 2021     | Jacqueline Arcanger |        | DVD    | Ancienne commerçante fleuriste, adjointe au maire (1995-2017) puis maire d'Ernée (depuis 2017)             |
| 2015             | 2021             | 2015   | 2021     | M. Claude Tarlevé   |        | UDI    | Agriculteur retraité, maire de La Bigottière (2002-2020), ancien conseiller général du canton de Chailland |
| 2021             | 2028             | 2021   | en cours | Jacqueline Arcanger |        | DVD    | Conseillère sortante                                                                                       |
| 2021             | 2028             | 2021   | en cours | Claude Tarlevé      |        | UDI    | Conseiller sortant                                                                                         |

### Résultats détaillés

#### Élections de mars 2015
Lors des élections départementales de 2015, le binôme composé de Jacqueline Arcanger et Claude Tarlevé (Union de la Droite) est élu au premier tour avec 54,19 % des suffrages exprimés, devant le binôme composé de Christian Quinton et Christiane Raulin (Union de la Gauche) (24,14 %). Le taux de participation est de 51,42 % (7 753 votants sur 15 077 inscrits) contre 50,77 % au niveau départemental et 50,17 % au niveau national.

#### Élections de juin 2021
Le premier tour des élections départementales de 2021 est marqué par un très faible taux de participation (33,26 % au niveau national). Dans le canton d'Ernée, ce taux de participation est de 30,99 % (4 619 votants sur 14 905 inscrits) contre 32,1 % au niveau départemental. À l'issue de ce premier tour, deux binômes sont en ballottage : Jacqueline Arcanger et Claude Tarlevé (DVD, 62,04 %) et Jérôme Chardron et Sophie Leterrier (binôme écologiste, 25,67 %).
Le second tour des élections est marqué une nouvelle fois par une abstention massive équivalente au premier tour. Les taux de participation sont de 34,36 % au niveau national, 32,97 % dans le département et 30,95 % dans le canton d'Ernée. Jacqueline Arcanger et Claude Tarlevé (DVD) sont élus avec 69,06 % des suffrages exprimés (2 967 voix pour 4 614 votants et 14 908 inscrits),,.

## Composition

### Composition avant 2015

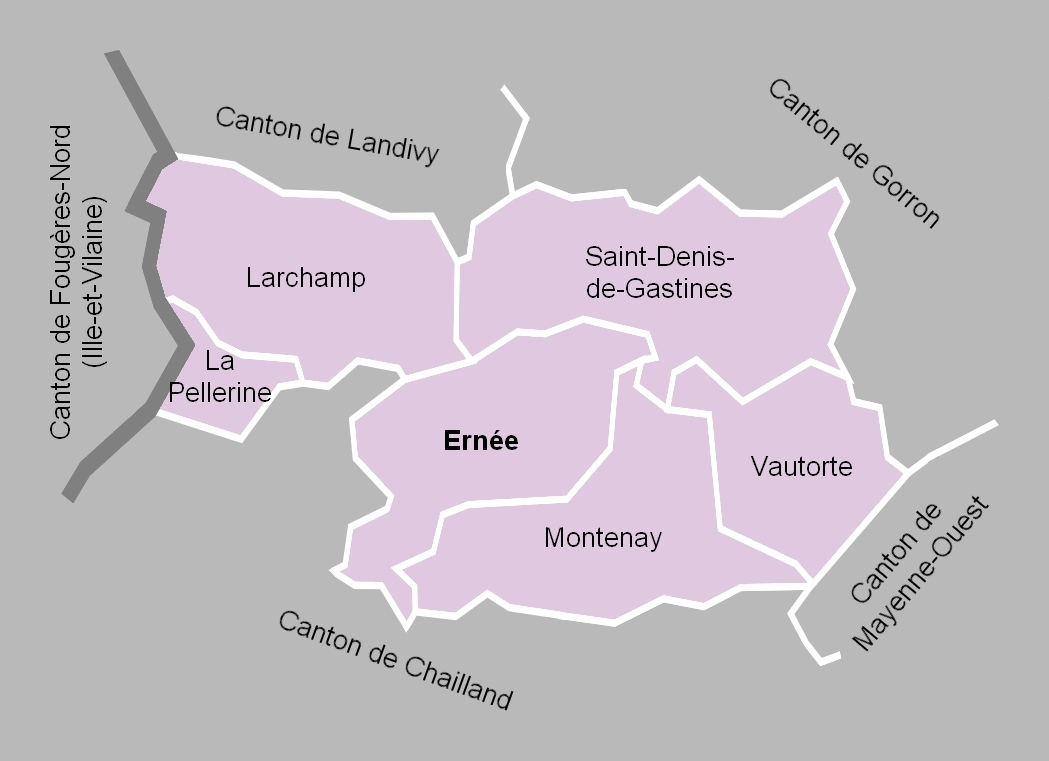
La carte des communes de l'ancien canton. Les cantons limitrophes étaient ceux de Fougères-Nord, de Landivy, de Gorron, de Mayenne-Ouest et de Chailland.

Situation de l'ancien territoire du canton dans l'arrondissement de Mayenne.

Le canton d'Ernée regroupait six communes.
| Nom                     | Code Insee | Codepostal | Superficie (km2) | Population (dernière pop. légale) | Densité (hab./km2) |
| ----------------------- | ---------- | ---------- | ---------------- | --------------------------------- | ------------------ |
| Ernée (chef-lieu)       | 53096      | 53500      | 36,53            | 5 812 (2012)                      | 159                |
| Larchamp                | 53126      | 53220      | 40,17            | 1 057 (2012)                      | 26                 |
| Montenay                | 53155      | 53500      | 37,20            | 1 363 (2012)                      | 37                 |
| La Pellerine            | 53177      | 53220      | 8,18             | 313 (2012)                        | 38                 |
| Saint-Denis-de-Gastines | 53211      | 53500      | 48,01            | 1 635 (2012)                      | 34                 |
| Vautorte                | 53269      | 53500      | 23,64            | 584 (2012)                        | 25                 |

À la suite du redécoupage des cantons pour 2015, toutes les communes sont à nouveau rattachées au canton d'Ernée auquel s'ajoutent les neuf communes du canton de Chailland.
Contrairement à beaucoup d'autres cantons, le canton d'Ernée n'incluait dans son territoire antérieur à 2015 aucune commune supprimée depuis la création des communes sous la Révolution.

### Composition après 2015
Le canton d'Ernée comprend quinze communes entières.
| Nom                           | Code Insee | Intercommunalité | Superficie (km2) | Population (dernière pop. légale) | Densité (hab./km2) | Modifier                                    |
| ----------------------------- | ---------- | ---------------- | ---------------- | --------------------------------- | ------------------ | ------------------------------------------- |
| Ernée (bureau centralisateur) | 53096      | CC de l'Ernée    | 36,53            | 5 511 (2022)                      | 151                | modifier les données · modifier les données |
| Andouillé                     | 53005      | CC de l'Ernée    | 36,54            | 2 324 (2022)                      | 64                 | modifier les données · modifier les données |
| La Baconnière                 | 53015      | CC de l'Ernée    | 27,36            | 1 964 (2022)                      | 72                 | modifier les données · modifier les données |
| La Bigottière                 | 53031      | CC de l'Ernée    | 18,40            | 490 (2022)                        | 27                 | modifier les données · modifier les données |
| Chailland                     | 53048      | CC de l'Ernée    | 35,86            | 1 173 (2022)                      | 33                 | modifier les données · modifier les données |
| La Croixille                  | 53086      | CC de l'Ernée    | 19,91            | 633 (2022)                        | 32                 | modifier les données · modifier les données |
| Juvigné                       | 53123      | CC de l'Ernée    | 62,16            | 1 332 (2022)                      | 21                 | modifier les données · modifier les données |
| Larchamp                      | 53126      | CC de l'Ernée    | 40,17            | 1 012 (2022)                      | 25                 | modifier les données · modifier les données |
| Montenay                      | 53155      | CC de l'Ernée    | 37,20            | 1 307 (2022)                      | 35                 | modifier les données · modifier les données |
| La Pellerine                  | 53177      | CC de l'Ernée    | 8,18             | 296 (2022)                        | 36                 | modifier les données · modifier les données |
| Saint-Denis-de-Gastines       | 53211      | CC de l'Ernée    | 48,01            | 1 440 (2022)                      | 30                 | modifier les données · modifier les données |
| Saint-Germain-le-Guillaume    | 53225      | CC de l'Ernée    | 13,23            | 513 (2022)                        | 39                 | modifier les données · modifier les données |
| Saint-Hilaire-du-Maine        | 53226      | CC de l'Ernée    | 31,06            | 808 (2022)                        | 26                 | modifier les données · modifier les données |
| Saint-Pierre-des-Landes       | 53245      | CC de l'Ernée    | 40,90            | 927 (2022)                        | 23                 | modifier les données · modifier les données |
| Vautorte                      | 53269      | CC de l'Ernée    | 23,64            | 612 (2022)                        | 26                 | modifier les données · modifier les données |
| Canton d'Ernée                | 5305       |                  | 479,15           | 20 342 (2022)                     | 42                 | modifier les données                        |

## Démographie

### Démographie avant 2015
| 1962   | 1968   | 1975   | 1982   | 1990   | 1999   | 2006   | 2011   | 2012   |
| ------ | ------ | ------ | ------ | ------ | ------ | ------ | ------ | ------ |
| 10 517 | 10 556 | 10 821 | 11 208 | 11 208 | 10 666 | 10 834 | 10 771 | 10 764 |

### Démographie depuis 2015
En 2022, le canton comptait 20 342 habitants, en évolution de −3,25 % par rapport à 2016 (Mayenne : −0,73 %, France hors Mayotte : +2,11 %).
| 2013   | 2018   | 2022   |
| ------ | ------ | ------ |
| 20 916 | 20 880 | 20 342 |